# Analytický stroj

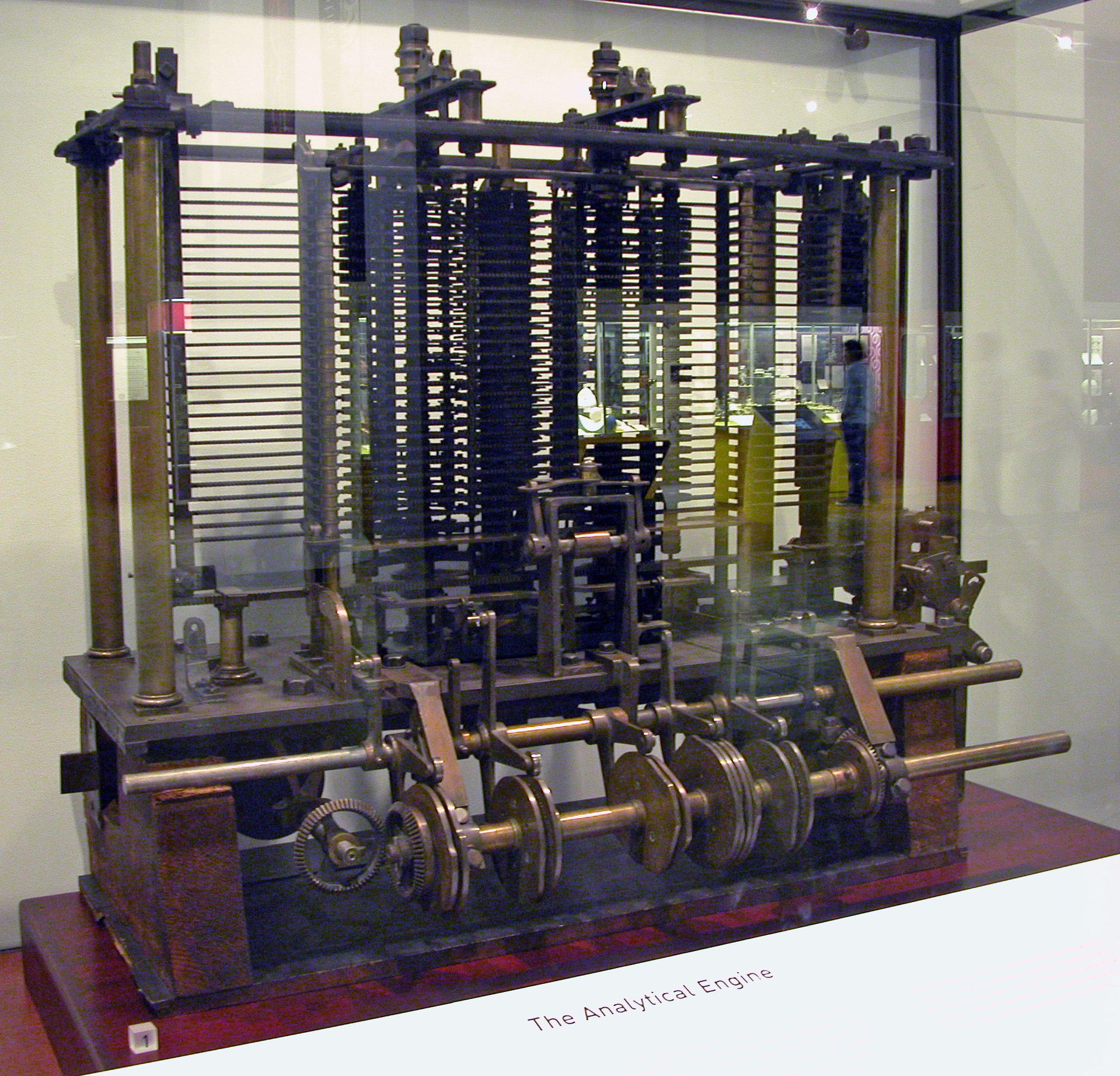
Zkušební verze Analytického stroje

Analytický stroj (anglicky Analytical Engine) je návrh obecně použitelného mechanického počítače, který popsal anglický matematik Charles Babbage v roce 1837. Analytický stroj obsahoval aritmetickou jednotku, řídící tok s podmíněným větvením a cykly a integrovanou paměť. To činí z Babbageova analytického stroje první návrh obecně použitelného turingovsky úplného počítače.
Babbage konstrukce svých strojů nikdy nedokončil z důvodu osobních sporů a nedostatečného financování. První obecně použitelné počítače byly postaveny až po více než 100 letech.